# Dennis Purperhart
Dennis Purperhart (Paramaribo, 10 juni 1969) is een Surinaams-Nederlands voormalig professioneel voetballer die doorgaans als middenvelder of aanvaller speelde. 
Hij speelde in de jeugd bij Robin Hood in Suriname en later bij Haarlem FC. Hij had daar Dick Advocaat en Gerard van der Lem als trainersduo.
Hij speelde tijdens zijn loopbaan onder meer samen met Romano Sion, Lee-Roy Echteld, Ton Pattinama, Edward Metgod, Arthur Numan, Orlando Trustfull, Ricardo Moniz en Marcel Brands.
De laatste voetbalclub waar hij voor speelde was Amsterdamsche FC. 